# The Kovenant
The Kovenant ist eine norwegische Metal-Band, die ursprünglich unter dem Namen Covenant gegründet wurde, diesen jedoch ablegen musste, da er von der schwedischen Future-Pop-Band Covenant markenrechtlich geschützt ist.

## Biografie
Die Band wurde 1993 von Nagash und Blackheart gegründet. Nach einer Demoaufnahme 1994 (From the Storm of Shadows) erschien 1997 das erste Album In Times Before the Light über Mordgrimm als erste Veröffentlichung der Plattenfirma. Der Stil dieses Albums orientiert sich am atmosphärischen und melodischen Black Metal.
Für das zweite Album Nexus Polaris schlossen sich 1998 der Schlagzeuger Hellhammer von Mayhem, der Keyboarder Sverd von Arcturus und der Gitarrist Astennu von Carpe Tenebrum und Dimmu Borgir der Band an. Sarah Jezebel Deva von Therion und Cradle of Filth trat als Gastsängerin auf. Ferner wurde ein Vertrag mit dem deutschen Label Nuclear Blast geschlossen, um das Album zu veröffentlichen; laut der Band wurden über 15.000 Exemplare des Albums in der ersten Woche nach dessen Erscheinen verkauft. Sverd verließ die Band aus persönlichen Gründen und aufgrund musikalischer Differenzen. Nagash verließ Dimmu Borgir, um sich ausschließlich The Kovenant zu widmen, und die Band begann mit den Arbeiten an ihrem folgenden Album. Sie wurde für den norwegischen Musikpreis Spellemannprisen für das Hard-Rock-Album des Jahres nominiert; die Band besuchte die Preisverleihung nicht, gewann den Preis jedoch als erste extreme Metal-Band und setzte sich damit gegen Dimmu Borgir mit Godless Savage Garden und Mundanus Imperium mit The Spectral Spheres Coronation durch.
Während der Arbeit an ihrem Album musste Covenant sich aus rechtlichen Gründen in The Kovenant umbenennen. Nach der Umbenennung und mit der Änderung ihres musikalischen Stils trennte die Band sich von Astennu, der sich auf Dimmu Borgir konzentrieren wollte, und Sarah Jezebel Deva, außerdem änderten die Musiker ihre Pseudonyme: Nagash nannte sich nun Lex Icon, Blackheart benannte sich in Psy Coma um und Hellhammer in Von Blomberg. Das unter dem Arbeitstitel Prophecies of Fire entstandene dritte Album Animatronic erschien im Oktober 1999. Die Band vermischte auf diesem Album die atmosphärischen Black-Metal-Elemente von Nexus Polaris mit elektronischen und keyboard-lastigen Klängen. Im Jahr 2002 mischte die Band ihr Debütalbum In Times Before the Light neu und veröffentlichte diese Fassung auf dem Label Hammerheart Records.
Die Band veröffentlichte 2003 ein viertes Album mit dem Titel SETI (benannt nach Search for Extraterrestrial Intelligence, der Suche nach außerirdischen Zivilisationen) auf, das deutlich durch zeitgenössische Electronica beeinflusst ist. Von Blomberg verließ anschließend The Kovenant, wohingegen Küth von Ram-Zet und Geir Bratland von Apoptygma Berzerk der Band beitraten. 2003 wurde auch das nächste Album The Dreaming Spires angekündigt, das Ende 2004 erscheinen und „gitarrenorientierter und dunkler“ als SETI ausfallen sollte. Im Dezember 2003 wurde vermeldet, die Band werde im Studio eine Demoaufnahme mit einigen Liedern für The Dreaming Spires einspielen. Im September 2004 wurde angekündigt, die Band werde im Winter 2004 mit den Aufnahmen beginnen, das Album solle Mitte 2005 erscheinen. Im Jahr 2007 wurde es unter dem Titel Aria Galactica angekündigt, ist bislang jedoch nicht erschienen.
The Kovenant lösten sich zwar nie offiziell, waren lange aber nur noch sporadisch aktiv. Im April 2010 traten sie in der fast vollständigen Besetzung von Nexus Polaris (Nagash, Psy Coma, Hellhammer, Sverd und Sarah Jezebel Deva) auf dem norwegischen Inferno Metal Festival Norway auf und spielten das Album live. Ende Oktober 2011 spielte Nagash mit Troll Covenants Debütalbum live auf dem niederländischen Aurora-Infernalis-Festival. Anfang 2024 kamen Nagash, Sarah Jezebel Deva, Sverd und Hellhammer nun ohne Psy Coma, jedoch mit Astennu und Knut Magne Valle zusammen, um sich auf Festivalauftritte ab Ende 2024 vorzubereiten.

## Stil
Der Stil der Demoaufnahme From the Storm of Shadows wurde im Rites of Eleusis als technischer Black Metal im Stil von Satyricon mit Einflüssen von Darkthrone und Emperor beschrieben; Covenant scheine eine sehr gute und talentierte Band zu sein. Die Band selbst beschreibt die Musik ihrer Anfangszeit als atmosphärischen Black Metal mit vielen Melodien. Das zweite Album Nexus Polaris, von der Band als „progressive dark pulsing atmospheric metal“ beschrieben und von Blackheart als „Progressive Space Metal“ bezeichnet, ist schnell und roh gehalten mit neoklassisch inspirierten Lead-Passagen und Keyboard-Fills. Unter dem Pseudonym Tornado schrieb Metalion 2000 im Slayer, rückwirkend seien die beiden Covenant-Alben „ziemlich beschissen“; der Wandel der Band sei „erschreckend“, Nuclear Blast teile die Karten aus und es sei noch Raum für einen weiteren Marilyn-Manson-Klon.
Mit Animatronic, dem ersten Album nach der Umbenennung, entwickelte The Kovenant sich in Richtung des 1990er-Jahre-Mainstreams, im Stil von Cradle of Filth und mit einer Theatralik ähnlich der Marilyn Mansons; laut Steve Huey von AllMusic hatte die Band jedoch Probleme damit, daraus einen geschlossenen eigenen Stil zu entwickeln.

## Diskografie

### Als Covenant
- 1994: From the Storm of Shadows (Demo)
- 1995: Promo 1995 (Demo)
- 1997: In Times Before the Light
- 1998: Nexus Polaris

### Als The Kovenant
Alben
- 1999: Animatronic
- 2002: In Times Before the Light (Remix)
- 2003: SETI
- 2007: In Times Before the Light 1995 (Wiederveröffentlichung des Debütalbums, inkl. From the Storm of Shadows)

Kompilation
- 2021: The Complete Album Collection (4MC)

Single
- 2003: SETI (Club Single)

Beiträge für Sampler
- 2000: New World Order – Clubmix auf Extrem Terror und Beauty in Darkness Vol. 4
- 2002: The Memory Remains auf A Tribute to the Four Horsemen (nur auf der deutschen Version)
- 2004: Star by Star (Apoptygma Berzerk Remix) auf Erinys Music from & Inspired by the Erinys Graphic Novel und Advanced Electronics Vol.3